# Indian

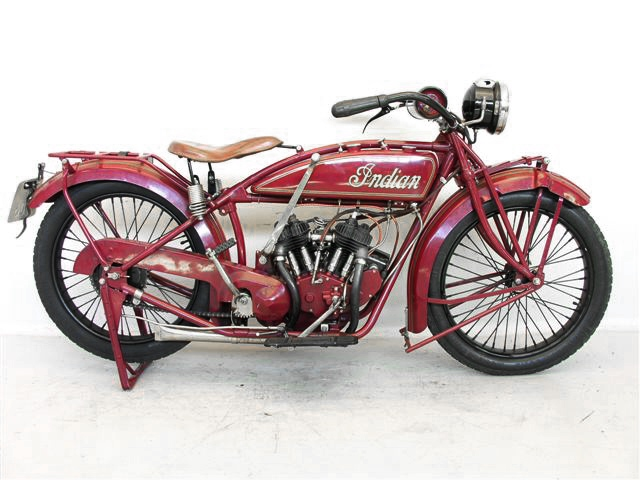
Indian Scout

Indian je značka amerických motocyklů, vyráběných společností Indian Motorcycle International, LLC.
Společnost založili v roce 1901 pod názvem Hendee Manufacturing Company (v roce 1923 přejmenováno na Indian Motocycle Manufacturing Company) ve Springfieldu v Massachusetts George Mallory Hendee a Oscar Hedstrom. Firma byla jedním z prvních výrobců motocyklů ve Spojených státech a také jedním z největších výrobců motocyklů na světě. Velkou část produkce Indian tvořily motocykly s velkoobjemovými dvouválcovými motory do V s rozvodem SV. Typickým je pro produkty firmy i nízký posez jezdce. Výroba motocyklů byla ukončena v roce 1953, kdy firma zkrachovala.
Po jejím zániku se o oživení značky pokoušelo s různými úspěchy mnoho firem. V roce 2011 zakoupila společnost Polaris Industries práva Indian Motorcycles, od roku 2013 uvedla na trh tři modely motocyklů v tradičním stylu Indian.
Motocykly byly vyráběny v letech 1901–1953 ve Springfieldu ve státě Massachusetts. Nejúspěšnějšími modely této značky byly Indian Scout (1920–1946) a Indian Chief (1922–1953). Na české území je nejprve dovážely firmy Paleček a Bratři Chladové. Po první světové válce se v roce 1919 generálním obchodním zástupcem stal Ing. František Mařík, přezdívaný „táta Indiánů“. Ten se zasloužil o zvýšení jejich popularity a prodejnosti v Československu. Zapůjčil například několik kusů pražské policii, která následně objednala a zařadila do policejní služby jedenáct motocyklů. František Mařík začal vydávat i první československý motocyklový časopis – Motocykl, jehož první číslo vyšlo 1. července 1922.